# Джозеф Файнз
Джозеф Файнз (англ. Joseph Fiennes; 27 травня 1970, Англія) — англійський кіноактор.

## Біографія
Файнс син письменниці Дженніфер Леш і фотографа Марка Файнса. Наймолодший із шести дітей, виріс у Західному Корку, Ірландія. Він — брат актора Ральфа Файнса, режисерів Софі Файнс і Марти Файнс, композитора Магнуса Файнса і Якова Файнса, захисника природи. Його прийомний брат Майкл Емері — археолог. Він є троюрідним кузеном серові Ральфу Файнсу.

## Акторські роботи
1. 1995 — Stealing Beauty
2. 1996 — Вислизаюча краса (драма) —  Крістофер Фокс
3. 1998 — Дещо про Марту (Романтична комедія) — Лоуренс
4. 1998 — Закоханий Шекспір (Комедія) — Вільям Шекспір
5. 1998 — Єлизавета (Історичний / Біографічний) — Лорд Роберт Дадлі, граф Лестерський
6. 1999 — Навіки моя (Мелодрама)
7. 2000 — Ворог біля воріт (Драма) — Данилов
8. 2000 — Іржавий алюміній (Кримінальна історія) — Шон
9. 2001 — Прах (Вестерн)
10. 2002 — Вбий мене ніжно (Трилер) — Адам
11. 2003 — Лютер (Історичний)
12. 2004 — Венеціанський купець (Трагікомедія) — Бассаніо
13. 2006 — На гострій грані (Комедія)
14. 2006 — Премія Дарвіна (Комедія)
15. 2007 — Прощай Бафана (Історичний) — Джеймс Грегорі
16. 2008 — Червоний барон (Історичний) — Кап. Рой Браун
17. 2008 — Весна 1941 (Історичний) — Доктор Артур
18. 2009 — Проблиски майбутнього (Фантастичний серіал) — Марк Бенфорд
19. 2012 — Американська історія жахів (Драматичний серіал) — Тімоті Говард
20. 2015 — Чужа земля (Трилер) — Меттью Паркер
21. 2017 — Оповідь служниці (Драматичний серіал) — Фред Вотерфорд
22. 2023 — Мати